# Mahámájúrí
Mahámájúrí (Szanszkrit महामायूरी Mahāmāyūrī, kínaiul 孔雀明王 Kǒngquè Míngwáng, japánul 孔雀明王 Kudzsaku mjóó, koreaiul 공작명왕 GongJakMyeongWang) a "Páva Bölcsességkirály," egyike a bölcsességkirályoknak, s megtalálható a buddhista panteonban. Mahámájúrí a bölcsességkirályok közül egy békés megszemélyesítés, ellentétben a többi férfi megszemélyesítések haragos hozzáállásával. Mahámájúrínak hatalmában áll megvédeni a követőket mind fizikai és spirituális mérgezéstől, illetve képes katasztrófákat megelőzni és esőzést előidézni.

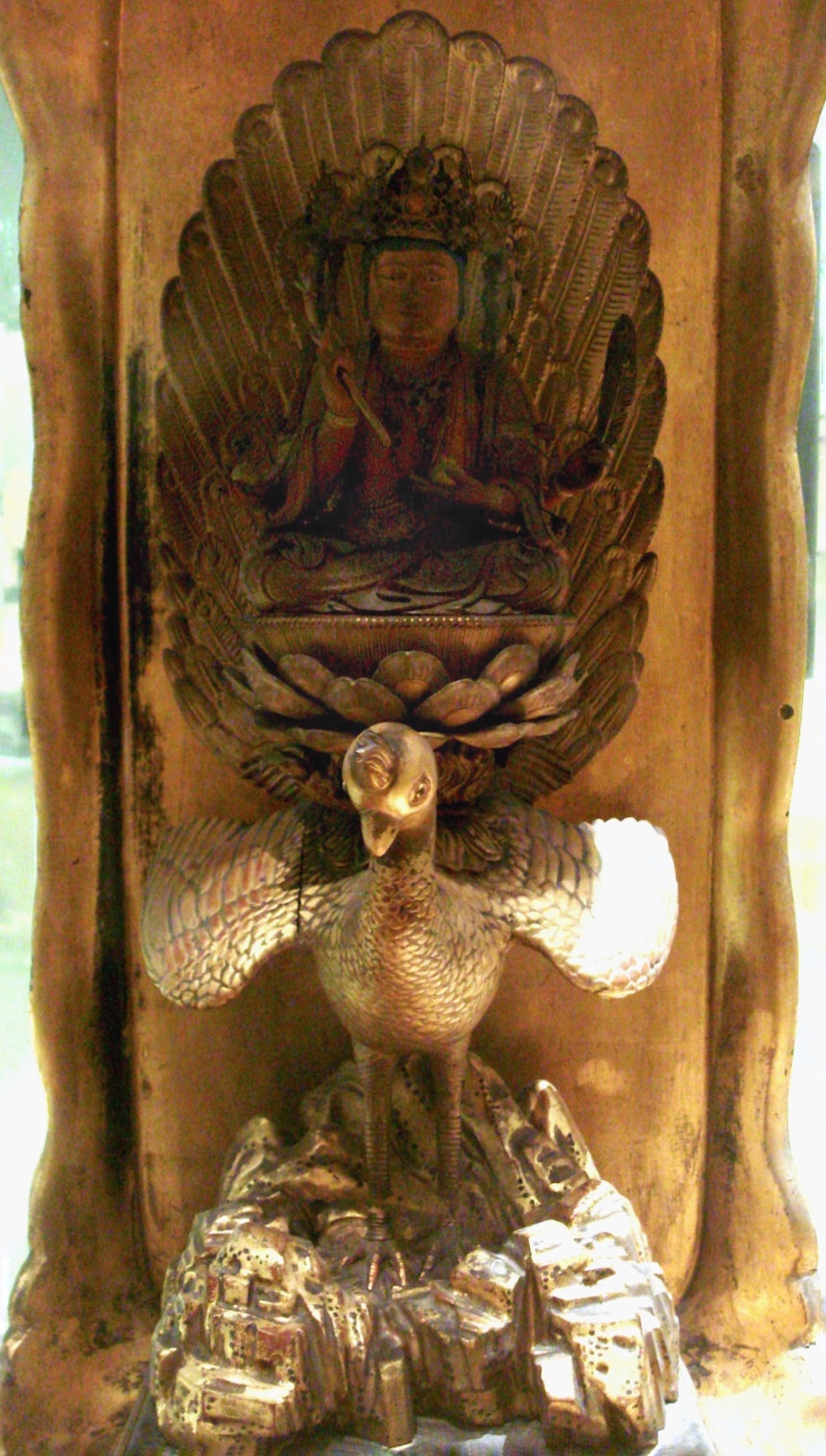
Mahámájúrí szobor

## Külső hivatkozások
- Kujaku Myoo - Butuzou Museum